# Bartha Béla (jogász)
Deési Bartha Béla (Fülesd, 1861. október 27. – Tiszafüred, 1914. január 26.) jogakadémiai tanár.

## Élete
Apja Bartha Mór (1830–1912) evangélikus lelkész.
1879-ben az iglói evangélikus gimnáziumban érettségizett, majd 1879–1882 között a sárospataki református jogakadémián tanult. Ezt követően 1887-ben a budapesti tudományegyetemen jog- és 1889-ben államtudományi doktori oklevelet szerzett.
Tanulmányainak elvégzése után Lipcsey József tiszafüredi földbirtokosnál, majd 1883-ig Újfalun gróf Zichy János egyik fiának jogi nevelője lett. 1883-1887 között Budapesten volt ügyvédjelölt, 1887–1891 között az eperjesi evangélikus kollégium, 1891–1895 között a sárospataki, 1895–1905 között a debreceni református jogakadémia, 1905–1910 között a selmecbányai bányászati főiskola rendes tanára volt. 1910-ben nyugdíjazták.
Miskolcon, majd elméje elborulása után haláláig Tiszafüreden élt.
1902–1905 között a tiszai református egyházkerület világi aljegyzője, 1891–1905 között a Magyar Protestáns Irodalmi Társaság választmányi tagja volt.
Polgári joggal, pénzügyi joggal, közigazgatási joggal foglalkozott.

## Művei
- 1890 Statisztikai tanúlmányok a magyar protestantizmusról.
- 1891 A házassági jog reformja.
- 1891 Foldozás vagy reform.
- 1891 Pár szó a jogi szakoktatás reformjához.
- 1892 Polgári házasság és házassági bíráskodás.
- 1896 A kereskedelmi társaságok jogi személyessége.
- 1898 A magyar államgazdaság tan- és kézilvönyve.
- 1898 A magyar jövedéki büntető-eljárás.
- 1900 A magyar közigazgatási jog tankönyve. A községi közigazgatási tanfolyamok számára I. Debreczen.
- 1900–1901 A magyar államgazdaságtan tan- és kézikönyve. I–II. Debrecen.
- 1900–1901 A magyar közigazgatási jog tankönyve. I–II. Debrecen.
- 1900 A magyar pénzügyi jog vázlata. Pozsony–Budapest.
- 1900 A debreceni ev. ref. főiskola tanári karának munkálata a kollégium korszerű fejlesztése tárgyában. Debrecen.
- 1902 A jogi szakoktatás és államvizsgálati rendszer reformja. Debrecen.
- 1908 A magyar közigazgatási és belügyi közigazgatási jog tankönyve. Selmecbánya.

Ezenkívül 1894–1896 között szerkesztője volt az általa alapított Őrálló című protestáns politikai lapnak és 1898-ban társszerkesztője a Debreceni Protestáns Lapnak.
Lefordította Laveleye Emil egyházpolitikai tanulmányait.